# Pontificio Colegio Pío Latino Americano

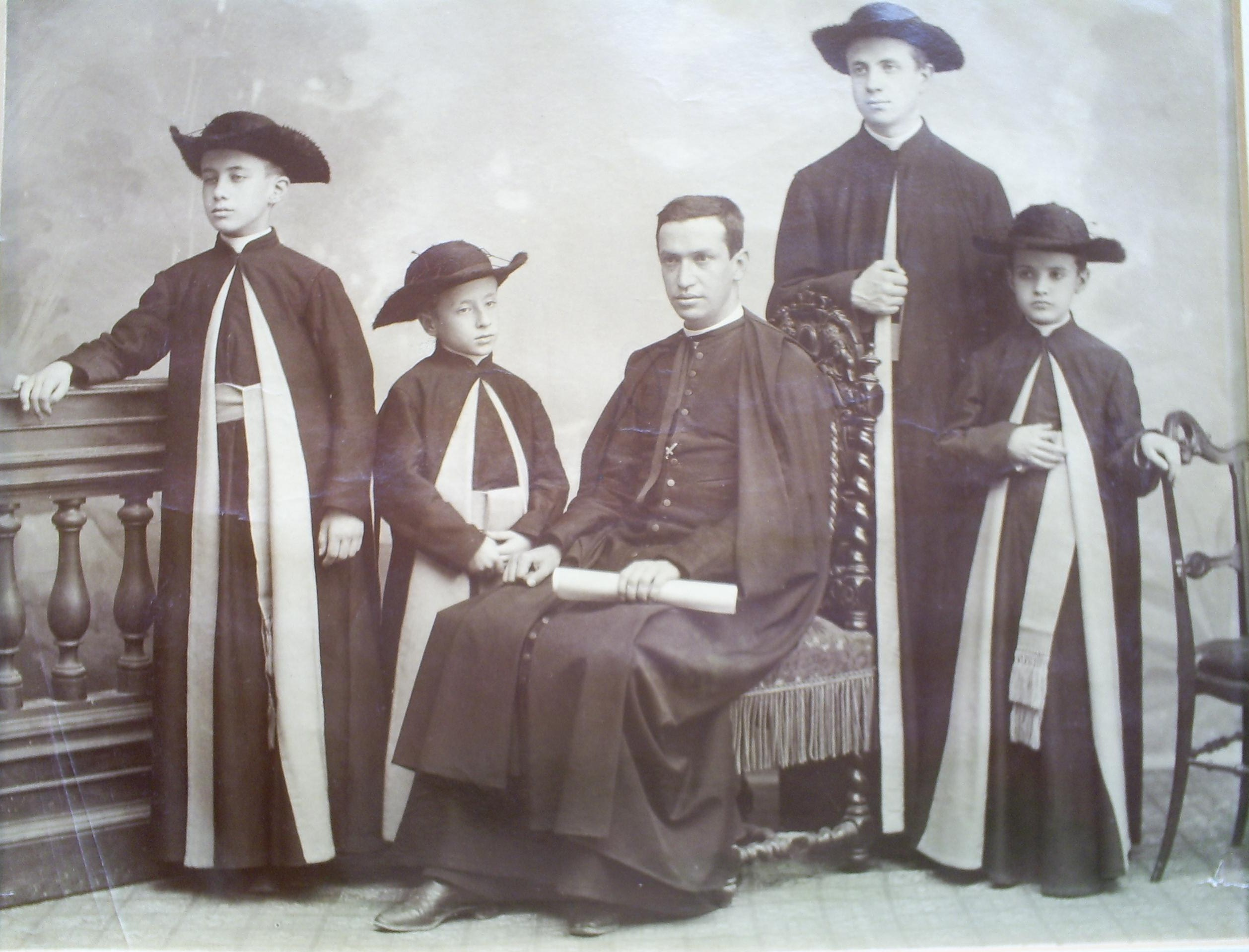
Estudiantes del Pontificio Colegio Pio Latinoamericanl en 1888.

El Pontificio Colegio Pío Latinoamericano es una institución académica y formativa con sede en Roma, Italia, dedicada a la preparación de seminaristas y sacerdotes provenientes de América Latina. Fundado el 21 de noviembre de 1858, el colegio ha desempeñado un papel fundamental en la educación del clero latinoamericano, brindando formación teológica, filosófica y pastoral, en estrecha relación con la Santa Sede. A lo largo de su historia, ha sido un punto de referencia para eclesiásticos que posteriormente han ocupado posiciones de relevancia en sus países de origen.
Originalmente establecido bajo el nombre de Seminario Americano, fue fundado por el sacerdote chileno José Ignacio Víctor Eyzaguirre Portales, quien también fue su primer director. Desde su creación, el colegio ha estado confiado a la Compañía de Jesús, fundamentando su formación en el espíritu ignaciano.

## Historia
El Pontificio Colegio Pío Latino Americano se estableció en el edificio anejo a la iglesia de San Andrés della Valle y comenzó labores con diecisiete seminaristas: diez argentinos, seis colombianos y uno peruano. El fin que se propusieron los fundadores y protectores fue establecer en Roma un seminario internacional latinoamericano destinado a formar bajo la paterna mirada del sumo pontífice, sacerdotes que se señalen por su virtud, ciencia y celo apostólico para la defensa y propagación de la fe católica en América Latina. En un artículo publicado en la Revista Cihev (Centro de Investigaciones de Historia Eclesiástica Venezolana), el P. Daniel Albarran, coloca la nómina de alumnos venezolanos, sacerdotes o seminaristas, que pasaron por el Colegio Pío Latino Americano, desde su fundación hasta el año 1992, bajo el título de Historia de los Pío-Latino Venezolanos.
El 13 de noviembre de 1862, bajo la dirección del padre Juan Marcucci, S.I. el Colegio Latino Americano se trasladó al edificio contiguo a la Iglesia Santa María Sopra Minerva; y el 13 de mayo de 1867 a San Andrés al Quirinal, antiguo noviciado de los jesuitas, siendo rector el padre Francisco Vannutelli, S.I. En este año el Beato Pío IX permitió que se le agregara su nombre: Pío Latino Americano. El 12 de marzo de 1871, el mismo papa consagró el primer Obispo exalumno del Colegio: Ignacio Montes de Oca y Obregón para la Diócesis de Tamaulipas, México, y de acuerdo con el Catálogo de los alumnos del Pío Latino Americano de diciembre de 1932, Guillermo Tritschler y Córdova fue el alumno que más tiempo vivió en aquel instituto: 14 años, 2 meses y 27 días. 

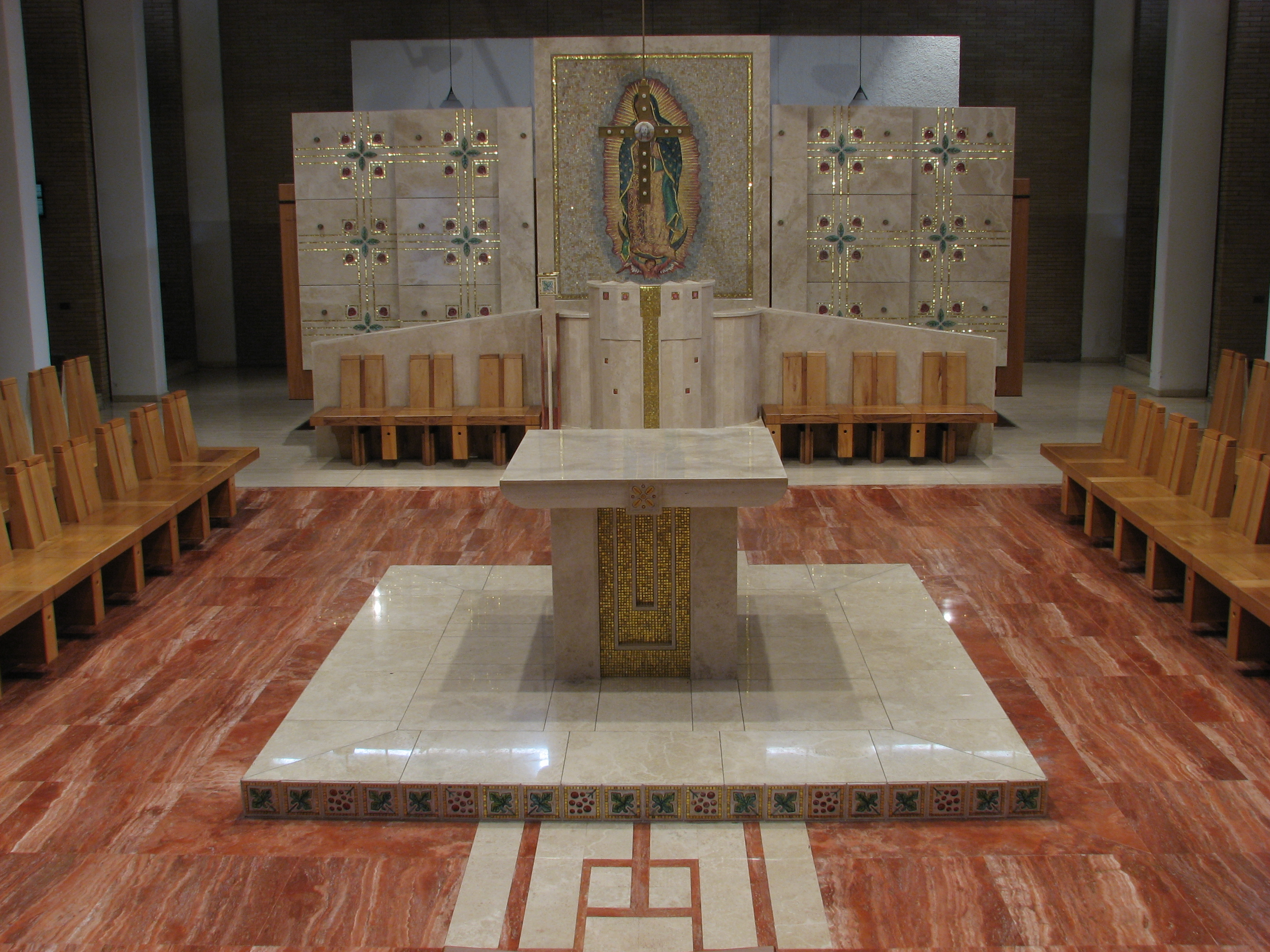
Capilla, interior.

Después de la ocupación de los Estados Pontificios, las diócesis latinoamericanas se solidarizaron y gracias al trabajo generoso de Mariano Soler, arzobispo de Montevideo, se comenzó a construir en 1884 un nuevo edificio en el que se instaló el Pío Latino Americano en noviembre de 1887 en la vía Gioacchino Belli 3, bajo la dirección del padre Santinelli, S.I. En 1895, se compró la primera casa de descanso para los seminaristas en Gubbio; después fueron adquiridas otras: Rufinella en Frascati y en 1924 Villa di Montenero en Livorno. El Colegio contaba entonces 111 alumnos.
En 1899, el papa León XIII convocó el Primer Concilio Plenario de América Latina que tuvo lugar en la capilla del Colegio. Se celebraron un total de 38 reuniones conciliares: veintinueve congregaciones generales y nueve sesiones solemnes. Asistieron cincuenta y cinco prelados. Las discusiones de las congregaciones generales produjeron los Decretos del Concilio, teniendo como base el Schema Decretorum y las Observationes Episcoporum et Notanda Consultoris. 
San Pío X, en la carta apostólica Sedis Apostolicae del 19 de marzo de 1905, dio a la institución la dignidad de Pontificia: «Itaque firma et stabilita iubentes esse, quae de collegio sive constituendo, sive provehendo est auctoritate sancitum […] his litteris nos eadem apostólica auctoritate idem collegium seu seminarium Pium Latinum Americanum in Urbe, secundum sacrorum statuta canonum sollemniter erigimus et constituimus ac Pontificii título decoramus…». En el mismo año el Santo Padre confió perpetuamente la dirección del colegio a la Compañía de Jesús.

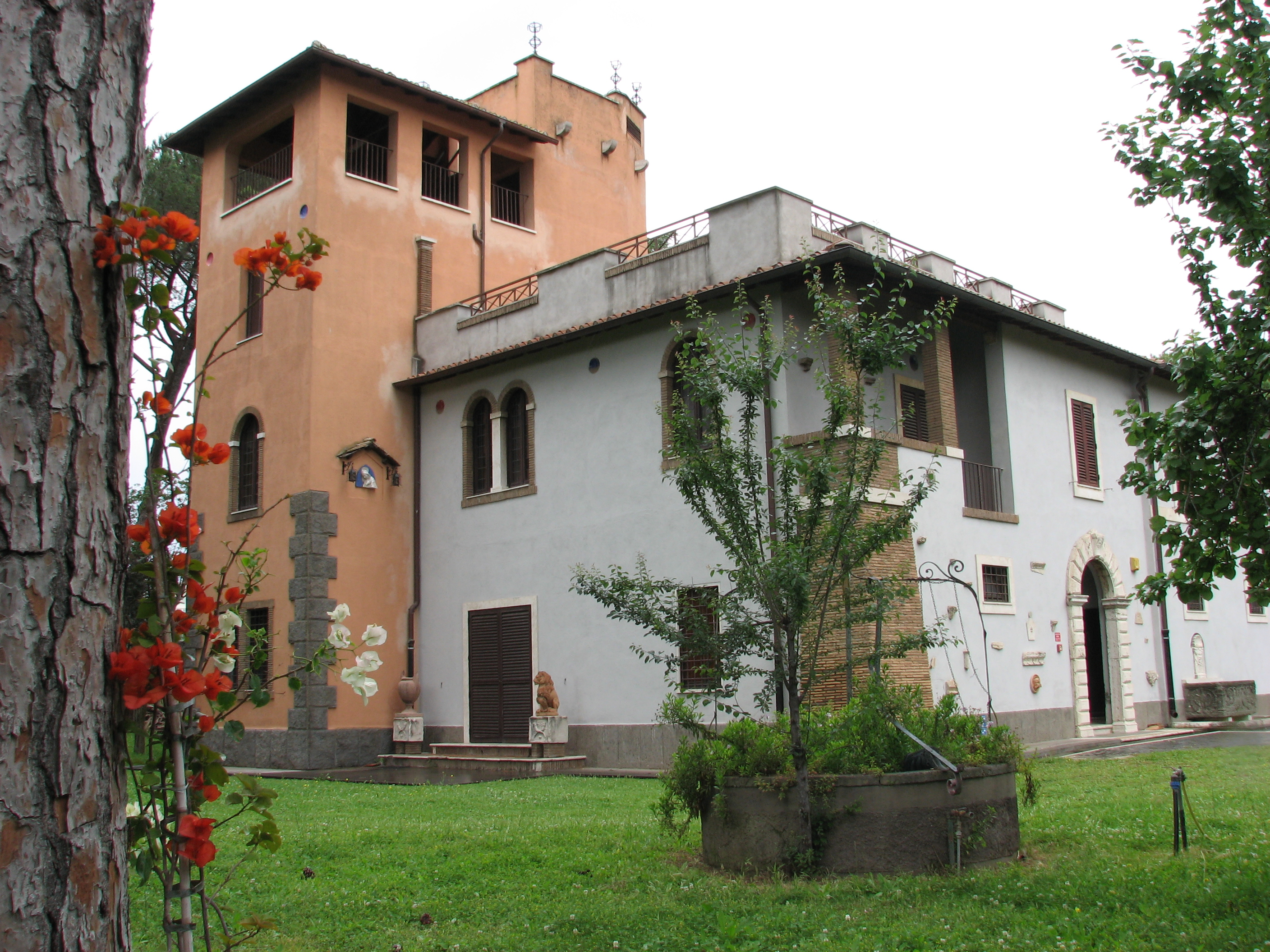
Biblioteca, exterior.

En 1932, se creó el Convictorio Sacerdotal San Pío X que recibía sacerdotes provenientes de América Latina para adelantar estudios eclesiásticos superiores o trabajar en las congregaciones y comisiones de la Santa Sede, este se trasladó en 1960 a Madonna dei Monti. En 1934 se fundó un Colegio para los alumnos provenientes de Brasil. Los años de la Segunda Guerra Mundial también marcaron las actividades Pío Latino Americano, pues muchos obispos hicieron volver a sus tierras a los seminaristas y los que permanecieron experimentaron el régimen de la crisis social y económica. En 1946, después de siete años sin alumnos nuevos, bajo la dirección del padre Ángel Tomé, S.I. llegaron diez seminaristas: seis colombianos, uno argentino, uno mexicano y dos paraguayos. En 1961, se fundó el colegio para los seminaristas de Filipinas y en 1967 para los de México.
Entre 1957 y 1958 se inauguró el año centenario de la fundación, durante el cual se celebró el primer congreso de rectores de seminarios mayores de América Latina. Este mismo año la Conferencia Episcopal Latinoamericana se reunió por primera vez en Roma en las instalaciones del Colegio.
Para que los estudiantes latinoamericanos dispusieran de mayores comodidades, el asistente para América Latina, padre Tomás Travi, propuso a Pio XII la construcción de un nuevo colegio en los suburbios de la ciudad. El proyecto fue elogiado tanto por este papa como por Juan XXIII, su sucesor. Se decidió trasladar al Colegio a la Villa Maffei, localizada en Vía Aurelia 511. 
La piedra fundacional, extraída de las grutas vaticanas, había sido bendecida el 12 de diciembre de 1960 por Juan XXIII con la asistencia del cuerpo diplomático de América Latina. Travi se encontraba en plena actividad abocado a la obra cuando falleció víctima de una crisis cardíaca el 24 de octubre de 1961.
Luego de su muerte se cumplió su ansiado proyecto. El edificio fue inaugurado solemnemente por el papa Pablo VI el 30 de noviembre de 1963, siendo rector el padre Arturo Dibar, S.I. El edificio de 1887 de la Vía Belli fue demolido en su totalidad.
En diciembre de 1968, la Sagrada Congregación para la Educación Católica creó la Comisión Episcopal permanente para el Colegio, esta se reunió por primera vez en abril de 1969. Hasta 1978 el Pío Latino Americano había tenido 3187 alumnos, de los cuales, 18 cardenales, 87 arzobispos y 194 obispos. Actualmente cuenta 3948 alumnos.
El 30 de diciembre de 1972, el Colegio adquiere los predios de la Vía Aurelia Antica 408, y el 5 de mayo de 1973 se efectúa el traslado a esta sede -actual- cuyo edificio fue restaurado integralmente de 1999 a 2001. 
El papa Juan Pablo II visitó el Colegio Pío Latino Americano el 10 de enero de 1982.

## Obras literarias desde el Colegio Pío Latino Americano
Entre 1990 y 1992, un estudiante del Pontificio Colegio Pío Latinoamericano, P. Daniel Albarrán, redactó una novela inspirada en la convivencia de dos personajes que habitaban en dicha institución. Esta obra, de carácter histórico-literario, se titula Los Dos y presenta una narrativa en la que se explora la dialéctica de los opuestos a través de los protagonistas, Palmeras y Fernández. La trama se desarrolla en el contexto de la denominada experiencia romana y en el marco de la primera guerra entre Estados Unidos e Irak, combinando elementos de ficción con referencias históricas. La novela introduce una reflexión filosófica sobre la historia y la coexistencia de perspectivas divergentes, situando la relación entre los personajes como una metáfora de la complementariedad de los contrarios.
Por su parte, el escritor Federico Tobal, quien cursó estudios durante dos años en el Colegio Pío Latinoamericano tras egresar del Colegio Nacional de Buenos Aires a principios de la década de 1860, plasmó sus memorias en una serie de artículos posteriormente recopilados en la última sección del volumen titulado Recuerdos del Viejo Colegio Nacional de Buenos Aires.

## Rectores
- 1858 Monseñor José Ignacio Víctor Eyzaguirre.
- 1858-1859 R.P. José Fondá, S.I
- 1859-1863 R.P. Juan Marcucci, S.I.
- 1863-1869 R.P. Francisco Vannutelli, S.I.
- 1869-1880 R.P. Agustín Santinelli, S.I.
- 1880-1884 R.P. Tomás Ghetti, S.I.
- 1884-1888 R.P. Vicente Cocumelli, S.I.
- 1888-1891 R.P. Nicolás Angelini, S.I.
- 1891-1898 R.P. Felipe Sotovia, S.I.
- 1898-1901 R.P. Enrique Radaeli, S.I.
- 1901-1907 R.P. Luis Capello, S.I.
- 1907-1911 R.P. Augusto Anzuini, S.I.
- 1911-1915 R.P. Luis Yabar Arteta, S.I.
- 1915-1918 R.P. Pascual Masella, S.I.
- 1918-1924 R.P. Juan Bigazzi, S.I.
- 1924-1928 R.P. Nicolás Mónaco, S.I.
- 1928-1932 R.P. Gabriel Huarte, S.I.
- 1932-1937 R.P. Ángel Lino Tomé, S.I.
- 1937-1940 R.P. Manuel Porta, S.I.
- 1940-1945 R.P. Darío Ferioli, S.I.
- 1945-1947 R.P. Ángel Lino Tomé, S.I.
- 1947-1951 R.P. Ángel González, S.I.
- 1951-1955 R.P. Luis Mendoza Guízar, S.I.
- 1955-1957 R.P. Pablo Muñoz Vega, S.I.
- 1957-1960 R.P. Pablo López de Lara, S.I.
- 1960-1962 R.P. Arturo Dibar, S.I.
- 1962-1965 R.P. Ricardo Chisholm, S.I.
- 1965-1971 R.P. Eduardo Briceño, S.I.
- 1971-1977 R.P. José Cruz Ayestarán, S.I.
- 1977-1983 R.P. Ricardo Lapuente, S.I.
- 1983-1985 R.P. Juan Fornelli, S.I.
- 1985-1987 R.P. Manuel Torres Colunga, S.I.
- 1987-1994 R.P. Fernando Londoño, S.I.
- 1994-2000 R.P. Luis Palomera, S.I.
- 2000-2005 R.P. Andrés Swinenn, S.I.
- 2005-2011 R.P. José Adolfo González Prados, S.I.
- 2011-2017 R.P. Jaime Castellón Covarrubias, S.I.
- 2017- a la fecha R.P Gilberto Freire Yánez, S.I.